# Ragnhild Schlyter
Ragnhild Linnéa Schlyter, född Söderling den 30 augusti 1887 i Stockholm, död 4 februari 1977, var en svensk teckningslärare, ciselör, målare och skulptör.
Hon var dotter till övermaskinisten Johan Söderling och Amanda Kling och från 1909 gift med stadsombudsmannen Gustaf Wilhelm Schlyter. Efter utbildning vid Högre konstindustriella skolan i Stockholm 1902–1908 arbetade hon som lärare i ciselering vid Tekniska skolan i Helsingborg 1908–1932 och som teckningslärare vid Helsingborgs högre flickskola 1908–1949. Hon ställde ut separat på Killbergs konstsalong i Helsingborg 1950 och hon medverkade i Skånska konstnärslagets utställning i Helsingborg 1915 samt i samlingsutställningar arrangerade av Helsingborgs konstförening. Schlyter utförde ett flertal skulpturer för offentliga byggnader i Helsingborg, bland annat Moder och barn till barnbördshuset, Avskedet, Ängel med brinnande hjärta och Relief (Helsingborgs krematorium), Sjöjungfru (fontänfigur i granit) vid Simhallsbadet, tavlor till Helsingborgs rådhus samt porträttskulpturer av bland andra Karl Tirén och Olof Lidner.  Huvuddelen av hennes konstnärliga produktion består av porträttskulpturer men hon utförde även reliefer och rundskulpturer samt målningar med blommor och natur utförda i akvarell eller gouache. Schlyter finns representerad med ett flertal offentliga verk i Helsingborgs kommun, på Helsingborgs konserthus och i Vikingsbergs konstmuseum. Makarna Schlyter är gravsatta vid Krematoriet i Helsingborg.

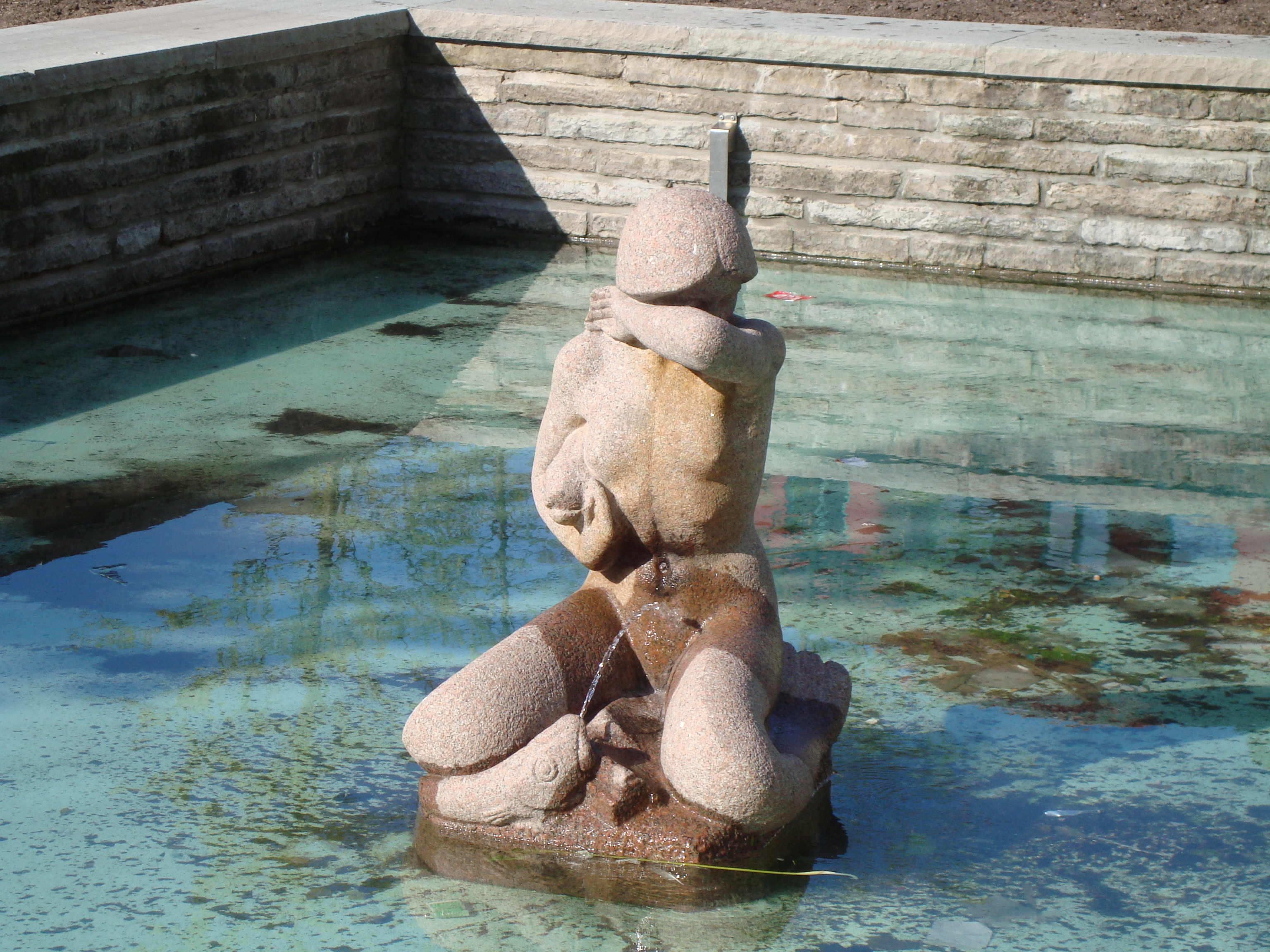
Skulpturen "Liten sjöjungfru" i Helsingborg.